# Gmina Rudziniec
Die Gmina Rudziniec (deutsch Gemeinde Rudzinitz) ist eine Gmina im Powiat Gliwicki in der Woiwodschaft Schlesien. Der Gemeindesitz ist Rudziniec.

## Geografie

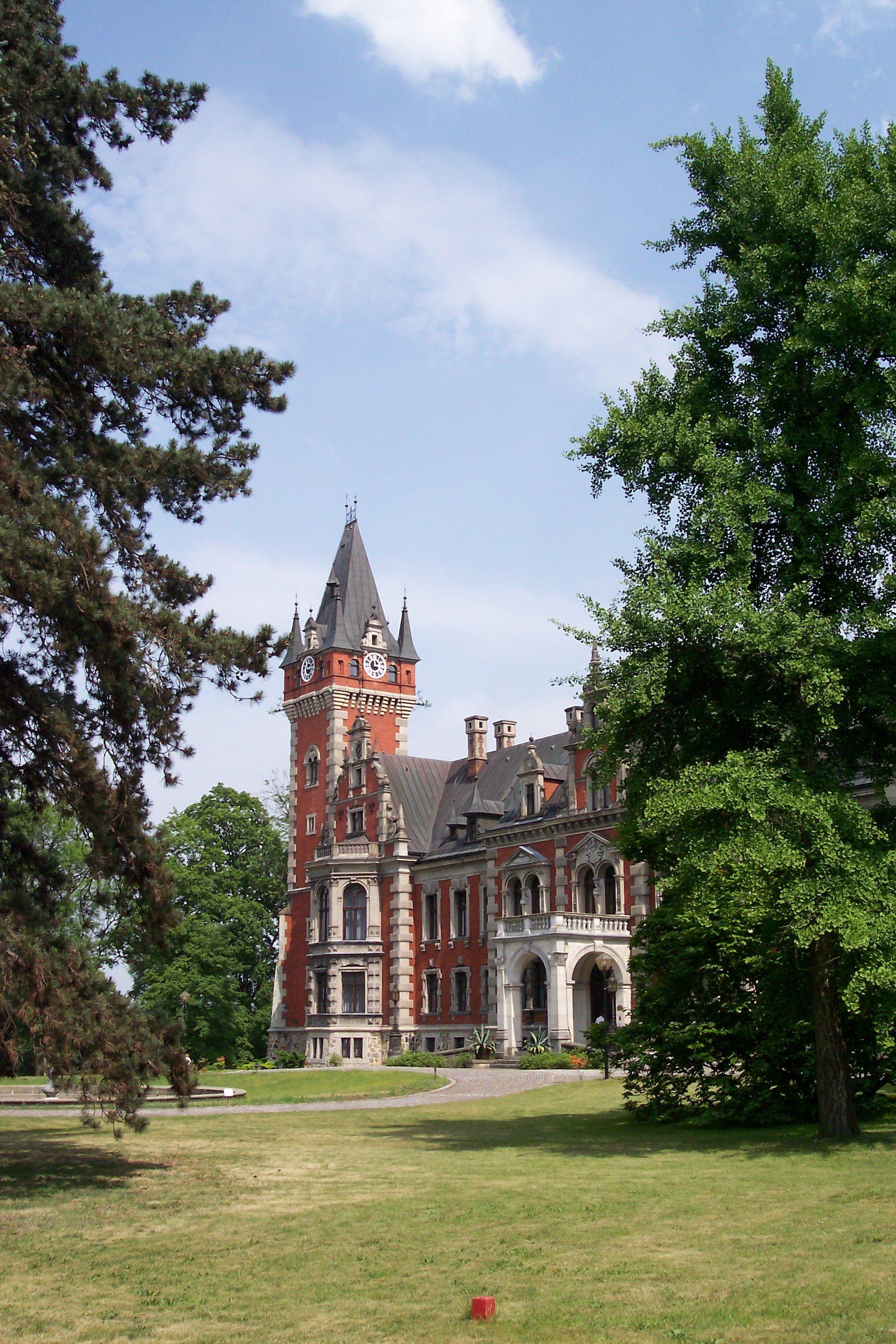
Schloss in Pławniowice

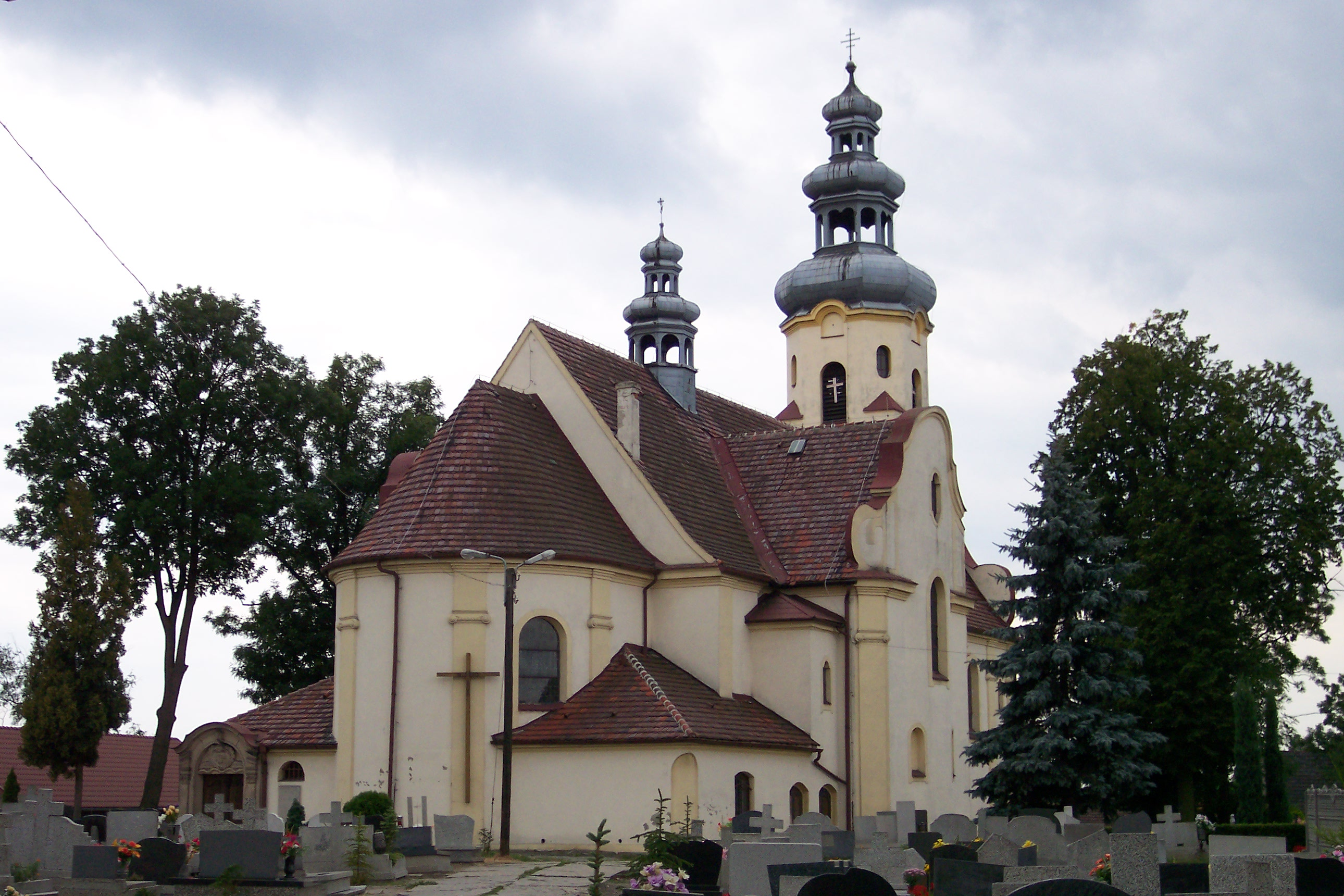
Barocke Kirche in Rudno

### Lage
Die Gemeinde liegt im mittleren Oberschlesien im Westen des Powiat Gliwicki und grenzt an die Städte:
- Gliwice
- Kędzierzyn-Koźle
- Pyskowice

und an die Gemeinden:
- Gemeinde Kieferstädtel (Gmina Sośnicowice), Gmina Toszek (beide Powiat Gliwicki)
- Gemeinde Birawa (Gmina Bierawa) (Powiat Kędzierzyńsko-Kozielski)
- Gemeinde Ujest (Gmina Ujazd) (Powiat Strzelecki)

### Gemeindefläche
Die Gemeinde Rudziniec hat eine Fläche von 160,39 km², davon sind:
- 47 % Flächen für die Landwirtschaft
- 40 % Waldflächen.

Die Gemeinde nimmt 24,18 % der Fläche des Landkreises ein.

## Politik

### Bürgermeister
An der Spitze der Verwaltung steht der Gemeindevorsteher. Seit 2006 war dies Krzysztof Obrzut. Bei der turnusmäßigen Wahl im April 2024 kam es zu folgendem Ergebni:
- Łukasz Pierończyk (Wahlkomitee „Gemeinsam für die Bewohner“) 50,7 % der Stimmen
- Krzysztof Obrzut (Wahlkomitee „Gemeinsam für Gemeinde und Landkreis“) 49,3 % der Stimmen

Damit wurde Pierończyk bereits im ersten Wahlgang zum neuen Gemeindevorsteher gewählt.
Bei der  turnusmäßigen Wahl im Oktober 2018 gab es folgendes Ergebnis:
- Krzysztof Obrzut (Wahlkomitee „Zustimmung und Zukunft“) 50,4 % der Stimmen
- Regina Wieczorek (Wahlkomitee „Auf der Seite der Einwohner“) 49,6 % der Stimmen

### Gemeinderat
Der Gemeinderat von Rudziniec besteht aus 15 Mitgliedern, die in Einzelwahlkreisen gewählt werden. Die Wahl 2024 führte zu folgendem Ergebnis:
- Wahlkomitee „Gemeinsam für Gemeinde und Landkreis“ 43,1 % der Stimmen, 9 Sitze
- Wahlkomitee „Gemeinsam für die Bewohner“ 36,0 % der Stimmen, 3 Sitze
- Wahlkomitee „Unabhängig“ 7,6 % der Stimmen, 2 Sitze
- Wahlkomitee „Lokale Verwaltung für die Einwohner des Landkreises“ 3,1 % der Stimmen, 1 Sitz
- Übrige 10,2 % der Stimmen, kein Sitz

Die Wahl 2018 führte zu folgendem Ergebnis:
- Wahlkomitee „Auf der Seite der Einwohner“ 46,9 % der Stimmen, 6 Sitze
- Wahlkomitee „Zustimmung und Zukunft“ 45,6 % der Stimmen, 8 Sitze
- Wahlkomitee Henryk Targowski 6,0 % der Stimmen, 1 Sitz
- Übrige 1,5 % der Stimmen, kein Sitz

## Verkehr
Im Gemeindegebiet liegen die Halte Rudziniec Gliwicki, Rzeczyce Śląskie und Taciszów der Bahnstrecke Katowice–Legnica.

## Ortschaften
- Bojszów (Boitschow)
- Bycina (Bitschin)
- Chechło (Chechlau)
- Kleszczów (Klüschau)
- Ligota Łabędzka (Ellguth, Anteil von Gröling)
- Łany (Lohnia)
- Łącza (Latscha)
- Niekarmia (Niekarm)
- Niewiesze (Niewiesche)
- Pławniowice (Plawniowitz)
- Poniszowice (Ponischowitz)
- Rudno (Rudnau)
- Rudziniec (Rudzinitz)
- Rzeczyce (Retzitz)
- Słupsko (Slupsko)
- Taciszów (Tatischau)
- Widów (Wydow)

## Sehenswürdigkeiten
- Schloss in Pławniowice

## Persönlichkeiten
Arthur Seherr-Thoß (1820–1898), preußischer und ungarischer Offizier und Politiker, wurde in Bitschin geboren